# UGC 41
UGC 41 es una galaxia espiral barrada localizada en la constelación de Pegaso.